# 加爾奇島
63°59′S 61°29′W / 63.983°S 61.483°W
加爾奇島（Gulch Island），是南極洲的島嶼，屬於帕默群島中克里斯蒂安尼亞群島的一部分，位於斯莫爾島西北面，在1952年被繪入阿根廷地圖，現時由南極條約體系管理。